# فرانكلين كوروين
فرانكلين كوروين هو محامي وسياسي أمريكي، ولد في 12 يناير 1818 في لبنان في الولايات المتحدة، وتوفي في 15 يونيو 1879 في بيرو في الولايات المتحدة. نشط حزبياً في الحزب الجمهوري. وقد انتخب عضو مجلس نواب أوهايو ‏ وانتخب عضو مجلس النواب الأمريكي ‏.